# Nannocyrtopogon mingusi
Nannocyrtopogon mingusi là một loài ruồi trong họ Asilidae. Nannocyrtopogon mingusi được Wilcox & Martin miêu tả năm 1957. Loài này phân bố ở vùng Tân Bắc giới.